# Lamé (esgrima)

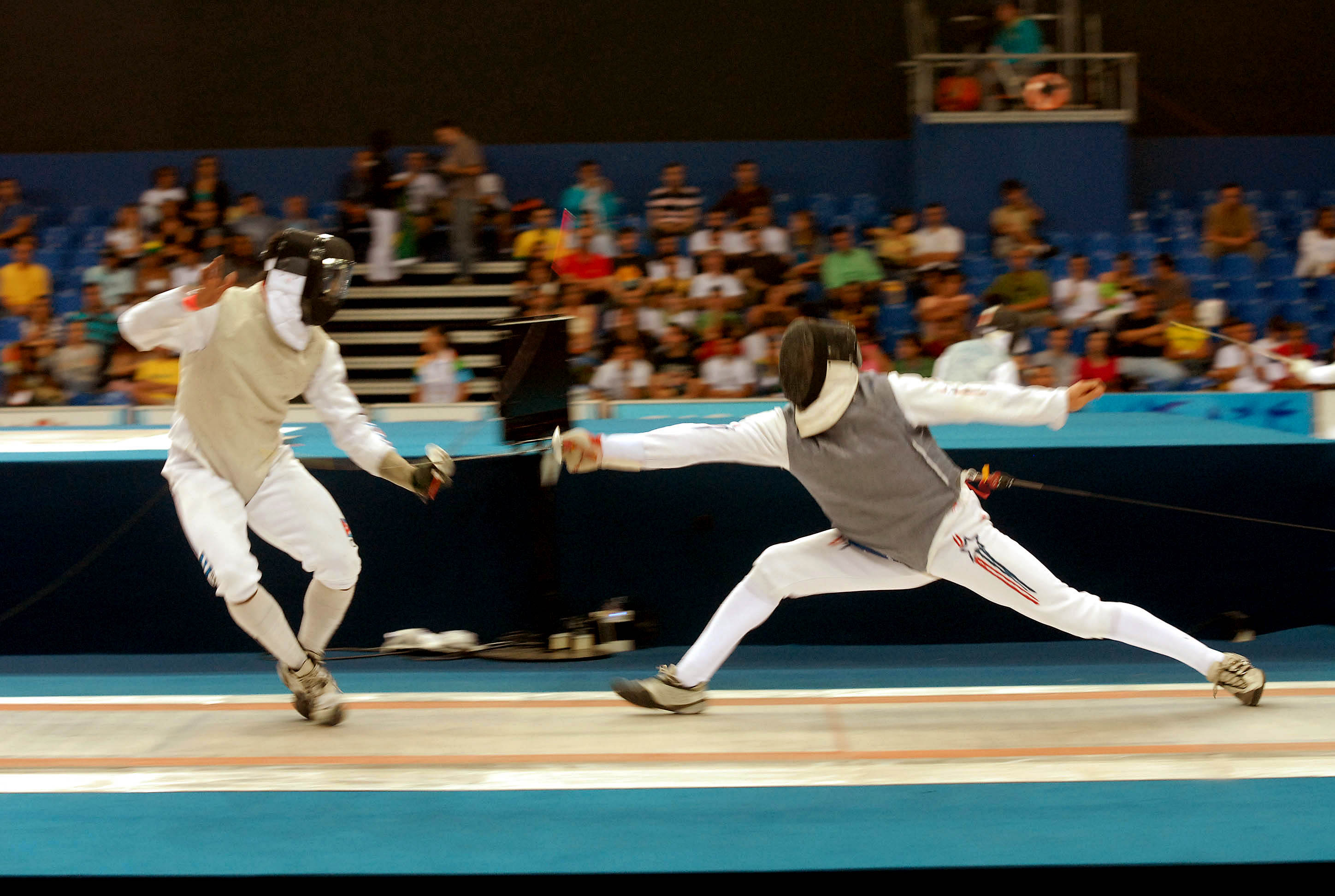
Esgrimistas de lámina con lamés de diferentes colores

En esgrima, un lamé es una chaqueta conducida eléctricamente que usan los esgrimistas de florete y sable para definir el área de puntuación (que es diferente para cada arma). El lamé es laminado, y aunque tradicionalmente es un gris metálico, se está volviendo cada vez más popular en una variedad de colores. En papel aluminio, el lamé se extiende sobre el torso desde los hombros hasta la zona de la ingle, incluida la espalda. En sable, el lamé cubre ambos brazos, el torso desde los hombros hasta la cintura y la espalda. Los lamés que se utilizan en las competiciones de alto nivel suelen tener el apellido y el país de su propietario impresos en azul en la parte posterior. Además, los esgrimistas de sable usan máscaras que les permiten registrar toques en la cabeza y manchettes, que son cubiertas conductoras de guantes, en la mano de su arma. Los lamés se conectan mediante el uso de un cordón corporal a una máquina de puntuación, lo que permite que el arma de la otra persona registre los toques cuando sus puntas (o cuchillas, en sable) entran en contacto con el lamé. Los lamés suelen estar hechos de una chaqueta de poliéster, superpuesta con un metal delgado entretejido, generalmente acero o cobre, que les da un aspecto grisáceo metálico.